# Emma Tenayuca
Emma Tenayuca (San Antonio, 21 dicembre 1916 – 23 luglio 1999) è stata una sindacalista e educatrice statunitense, riconosciuta per il suo impegno nell'organizzare i lavoratori messicani in Texas durante gli anni Trenta. In particolare, guidò lo sciopero dei lavoratori della Southern Pecan Shelling nel 1938.

## Biografia
Emma Tenayuca nacque nel 1916 a Sant Antonio, in Texas. Essendo una di undici figli, per alleviare il peso del suo mantenimento iniziò a vivere con i nonni sin dalla tenera età. La famiglia di Emma era di origini Comanche, e le sue radici affondavano nei territori del Texas meridionale da ben prima della dominazione messicana e quella statunitense. La ragazza, così come la sua famiglia, furono duramente colpiti dalla Grande Depressione, e la crisi economica mostrò alla giovane le condizioni di vita precarie e la sofferenza delle classi sociali più basse. Uno degli incontri che da bambina le aprì la mente sulla questione della lotta di classe furono le varie visite che fece a Plaza del Zacate, un punto di ritrovo per socialisti e anarchici che esprimevano le proprie idee e si adoperavano per aiutare le famiglie in difficoltà
Con il tempo iniziò a mostrare interesse per l'attivismo, e divenne un'attivista del lavoro ben prima di diplomarsi presso l'istituto superiore Brackenridge, che frequentava nella sua città natia. Fu arrestata per la prima volta nel 1933, a soli sedici anni, per la sua partecipazione a un picchetto organizzato dai lavoratori in sciopero della Finck Cigar Company.
Dopo il diploma, Tenayuca fu assunta come operatrice di ascensori, ma lasciò il lavoro per seguire la causa dei diritti dei lavoratori. Fondò due sindacati internazionali per i lavoratori impiegati nel settore dell'abbigliamento femminile, e fu profondamente coinvolta sia all'interno della Worker’s Alliance of America che della Woman’s League for Peace and Freedom. Organizzò proteste contro i pestaggi subiti dai migranti messicani ad opera degli agenti della polizia di frontiera statunitense. Nei primi anni dell'età adulta fu arrestata altre due volte: la prima con l'accusa di "disturbo alla quiete pubblica" durante una protesta pacifica, la seconda per il suo ruolo di leadership nell'organizzazione di uno sciopero nel 1938.
No, non mi sentivo spaventata.
Non ho mai ragionato in termini di paura.
Ho sempre ragionato in termini di giustizia»
Una delle vocazioni di Tenayuca era l'organizzazione di scioperi di massa contro le ingiustizie nei rapporti di lavoro. Tenayuca fu fondamentale per la buona riuscita di uno dei più famosi conflitti sindacali della storia dei lavoratori in Texas: lo sciopero degli operai della Southern Pecan Shelling Company nel 1938.
Durante lo sciopero, migliaia di operai in più di 130 stabilimenti, protestarono contro la riduzione del proprio salario di un centesimo per ogni libbra di noci sgusciate. I lavoratori messicani e chicani che montarono picchetti furono affrontati con gas, arrestati e imprigionati. Lo sciopero terminò dopo 37 giorni, quando gli operatori dello sgusciamento accettarono un arbitrato. Nell'ottobre dello stesso anno, la National Labor Relations Act alzo le paghe a 25 centesimi l'ora.
Data la sua passione per i diritti delle minoranze, Tenayuca si unì al Partito Comunista nel 1936. Nel 1938 sposò l'organizzatore Homer Bartchy. Meno di un anno dopo, fu previsto un suo intervento in un piccolo raduno di comunisti presso l'auditorium municipale di Sant Antonio, permesso dal sindaco di allora Maury Maverick. Tuttavia, una folla inferocita attaccò l'auditorium con pietre e mattoni, e iniziò una " caccia di comunisti". La polizia aiutò la donna a fuggire, ma fu schedata e costretta ad abbandonare la città.
Dopo tutto ciò, riuscì a ottenere una laurea. Dopo aver lasciato la città, divorziò da Brooks e frequentò il San Francisco State College, dove prese una laurea in educazione. Più tardi, ottenne una laurea specialistica alla Our Lady of the Lake University di Sant Antonio. Dopo gli studi, lavorò come insegnante nel distretto scolastico di Harlandale, sino alla sua pensione nel 1982. Poco dopo il ritiro dal lavoro, la donna si ammalò di Alzheimer, e morì il 23 luglio 1999.

## Eredità
Emma Tenayuca continuò a ispirare attivisti anche dopo la sua morte. Sulla sua storia fu pubblicato un libro per bambini, sia in inglese e spagnolo, chiamato That’s Not Fair! Emma Tenayuca’s Struggle for Justice, che racconta la sua lotta e i suoi contribuiti alla causa dei lavoratori in sciopero. Sono anche state scritte diverse opere teatrali in suo onore. L'organizzazione no profit South Texas Civil Rights Project ha dedicato un premio per tutti gli individui impegnati nella protezione dei diritti civili alla donna.